# Carretera Federal 117D
La Carretera Federal San Martín Texmelucan-Tlaxcala-El Molinito es una carretera mexicana de cuota que conecta las ciudades de Apizaco y Tlaxcala de Xicohténcatl con la ciudad de San Martín Texmelucan en aproximadamente 35 minutos. Es la autopista de cuota paralela a la Carretera Federal 117
Las autopistas y carreteras de acceso restringido son parte de la red federal de carreteras y se identifican mediante el uso de la letra “D” añadida al final del número de carretera.

## Descripción
Comienza en la Zona del Arco Norte de la Ciudad de México para inmediatamente cruzar la división política con Tlaxcala en el municipio de Ixtacuixtla de Mariano Matamoros y cruza en occidente tlaxcalteca hasta entroncar con el Periférico de la Ciudad de Tlaxcala y continúa completando la parte norte del anillo periférico hasta llegar a la Zona de Belén Atzitzimititlán y da un giro al norte hasta llegar a la Carretera Federal 136 en el segmento conocido como Libramiento Apizaco.

## Municipios que cruza
Estado de Puebla
- San Martín Texmelucan de Labastida

Estado de Tlaxcala
- Ixtacuixtla de Mariano Matamoros
- Santa Ana Nopalucan
- Panotla
- Totolac
- Tlaxcala
- Apetatitlán de Antonio Carvajal
- Yauhquemehcan

## Lugares de interés que cruza
Estado de Puebla
- Centro Comercial Plaza Crystal

Estado de Tlaxcala
- XXIII Zona Militar el Ejército Mexicano
- Recinto Ferial de la Ciudad de Tlaxcala
- Zona Arqueológica de Tizatlán
- Centro Comercial Gran Patio Tlaxcala

Empresas
- Porcelanite Lamosa Planta Keramica
- Bayer
- Arcomex